# Kelly (Wyoming)
Kelly es un lugar designado por el censo ubicado en el condado de Teton en el estado estadounidense de Wyoming.  En el año 2010 tenía una población de 138 habitantes.

## Geografía
Kelly se encuentra ubicado en las coordenadas 43°37′20.54″N 110°37′34″O / 43.6223722, -110.62611. 